# Euploea seriata
Euploea seriata är en fjärilsart som beskrevs av Herrich-Schäffer 1869. Euploea seriata ingår i släktet Euploea och familjen praktfjärilar. Inga underarter finns listade i Catalogue of Life.